# Yeşilyurt, Serik
Yeşilyurt là một xã thuộc huyện Serik, tỉnh Antalya, Thổ Nhĩ Kỳ. Dân số thời điểm năm 2011 là 550 người.